# Indotyphlops
Indotyphlops – rodzaj węży z podrodziny Asiatyphlopinae w rodzinie ślepuchowatych (Typhlopidae).

## Zasięg występowania
Rodzaj obejmuje gatunki natywnie występujące w południowej i południowo-wschodniej Azji. Ślepucha wazonkowa (niekiedy wydzielana do osobnego rodzaju Virgotyphlops) introdukowana w wielu rejonach świata, w tym w Afryce, Ameryce Północnej, Australii, Oceanii czy wyspach na Oceanie Indyjskim.

## Systematyka

### Etymologia
Indotyphlops: łac. Indianus „indyjski”, od India „Indie”; gr. τυφλωψ tuphlōps, τυφλωπος tuphlōpos „ślepy wąż”.

### Podział systematyczny
Do rodzaju należą następujące gatunki:

- Indotyphlops ahsanai (Khan, 1999)
- Indotyphlops albiceps (Boulenger, 1898)
- Indotyphlops braminus (Daudin, 1803) – ślepucha wazonkowa[8]
- Indotyphlops combank Wickramasinghe, Vidanapathirana, De Silva, Tennakoon, Samarakoon & Wickramasinghe, 2023
- Indotyphlops filiformis (Duméril & Bibron, 1844)
- Indotyphlops fletcheri (Wall, 1919)
- Indotyphlops jerdoni (Boulenger, 1890)
- Indotyphlops laca O’Shea, Wallach, Hsiao & Kaiser, 2023
- Indotyphlops lankaensis (Taylor, 1947)
- Indotyphlops lazelli (Wallach & Pauwels, 2004)
- Indotyphlops leucomelas (Boulenger, 1890)
- Indotyphlops longissimus (Duméril & Bibron, 1844)
- Indotyphlops loveridgei (Constable, 1949)
- Indotyphlops madgemintonae (Khan, 1999)
- Indotyphlops malcolmi (Taylor, 1947)
- Indotyphlops meszoelyi (Wallach, 1999)
- Indotyphlops pammeces (Günther, 1864)
- Indotyphlops schmutzi (Auffenberg, 1980)
- Indotyphlops tenebrarum (Taylor, 1947)
- Indotyphlops tenuicollis (Peters, 1864)
- Indotyphlops veddae (Taylor, 1947)
- Indotyphlops violaceus (Taylor, 1947)